# Майкл Бассетт
М. Дж. Бассетт — англійська режисер, письменниця, продюсер кіно і телебачення. У 2016 році оголосила себе трансгендерою жінкою та відмовилася від імені Майкл.
Почала свою кар'єру як режисер культових фільмів жахів «Deathwatch» і «Дикість», темної фантезі «Соломон Кейн» і екранізації відеогри «Сайлент Хілл: Одкровення».
З 2012 року вона працювала режисером і сценаристом у гучних телевізійних серіалах, таких як «Удар у відповідь», «Еш проти зловісних мерців», «Влада в нічному місті» та «Зінакшений вуглець».

## Раннє життя
Бассет виросла в Ньюпорті, Шропшир, у Вест-Мідленді, де здобула освіту в гімназії Адамса.
Тут вона насолоджувалася життям, яке вона назвала «безпечним, нічим не примітним дитинством». Тут у неї з'явилася одержимість дикою природою та природою, захоплення Бассета фільмами виникне лише набагато пізніше. Дитячі прагнення Бассета полягали в тому, щоб бути ветеринаром дикої природи в Африці . Зібравши менш ніж ідеальні оцінки в школі, про ветеринарну кар'єру повільно не могло бути й мови, і у віці 16 років Бассет покинула школу і стала помічницею режисера дикої природи, де вона провела б 18 місяців, навчаючись фотографії та зйомкам фільмів.

## Кар'єра
Після того, як вона працювала асистентом, Бассет вирішила повернутися до школи, щоб пройти A-Level, сподіваючись отримати ступінь зоології. Повернувшись до школи, Бассет писав різноманітним телевізійним продюсерам, шукаючи роботу ведучого природи. Врешті-решт з Басетт зв'язалася Джанет Стріт Портер, невдовзі після чого вона почала працювати ведучою у дитячому шоу Get Fresh,  де представила наукові та природні сегменти. Вона пішла працювати над іншими програмами, але оскільки робота перестала надходити, вона втрачала інтерес. У цей момент Бассетт зрозуміла, що хоче знімати фільми. Оскільки перехід у кіновиробництво спричинив би значний ризик, Бассет рік працював, анімуючи та озвучуючи маріонетку Собаку Скалі.на дитячому ITV, поки вона все продумувала.
Поклавши собаку Скалі на відпочинок, Бассет створив кілька короткометражних фільмів, а також 16-мм плівку для телевізійного мовлення. Протягом усього часу Бассет працювала над художніми сценаріями, якими вона намагалася привернути увагу продюсерів. Через кілька років Бассет нарешті отримав повідомлення із сценарієм « Нічия земля» . Багато студій пропонували придбати сценарій, але Бассетт твердо вирішила зняти фільм свого сценарію. Зрештою одна продюсерська компанія погодилася з цим, і фільм був перейменований Deathwatch .  даний час Бассет працює над проектом «Немигаюче око» на суму 10 мільйонів доларів, серійним фільмом-вбивцею з Джеффрі Діном Морганомлідирує як детектив Джон Калісто.

## Особисте життя
У 2016 році Бассет вийшов у ролі транс. У неї є дочки Медді та Ізабель і син Том.

## Фільмографія
| Роки      | Телесеріал / фільм | Назва                     | Оригінальна назва       | режисер     | продюсер   | сценарист  |
| --------- | ------------------ | ------------------------- | ----------------------- | ----------- | ---------- | ---------- |
| 2022      | Т/с                |                           | The Terminal List       | 1 епізод    |            |            |
| 2021      | ф                  | Хижаки                    |                         | так         | так        | так        |
| 2020      | ф                  | Хижачка                   |                         | так         | так        | так        |
| 2020      | т/с                |                           | Motherland: Fort Salem  | 1 епізод    |            |            |
| 2020      | т/с                | Зінакшений вуглець        |                         | 2 епізоди   |            |            |
| 2019      | ф                  |                           | Inside Man: Most Wanted | так         |            |            |
| 2018      | т/с                | Ночеліт                   |                         | 1 епізод    |            |            |
| 2015-2018 | т/с                | Влада в нічному місті     | Power                   | 4 епізоди   |            |            |
| 2018      | т/с                | Залізний кулак            |                         | 1 епізод    |            |            |
| 2018      | т/с                |                           | Taken                   | 1 епізод    |            |            |
| 2012-2018 | т/с                | Удар у відповідь          |                         | 15 епізодів | 22 епізоди | 5 епізодів |
| 2015-2016 | т/с                | Еш проти зловісних мерців |                         | 4 епізоди   |            | 1 епізод   |
| 2015      | т/с                | Гравець                   |                         | 2 епізоди   |            |            |
| 2013      | т/с                | Демони Да Вінчі           |                         | 2 епізоди   |            |            |
| 2012      | ф                  | Сайлент Хілл 2            |                         | так         |            | так        |
| 2009      | ф                  | Соломон Кейн              |                         | так         |            | так        |
| 2006      | ф                  | Дикість                   | Wilderness              | так         |            |            |
| 2002      | ф                  |                           | Deathwatch              | так         |            | так        |